# キリバス

キリバス共和国
Republic of Kiribati

国の標語：Te Mauri, Te Raoi ao Te Tabomoa
（キリバス語: 健康、平和と繁栄）
国歌：Teirake Kaini Kiribati（キリバス語）
 いざ立て、キリバス人よ

註1 : 無人島を除いた面積は、717平方キロメートル

キリバス共和国（キリバスきょうわこく）、通称キリバスは、太平洋上に位置するギルバート諸島、フェニックス諸島、そしてライン諸島の一部などを領土とする国家で、イギリス連邦加盟国である。

## 概要
キリバスは33の環礁からなり、それらは赤道付近に350万平方キロメートルにもわたって散らばっている。そのために世界第3位に相当する排他的経済水域を有している（ただし、陸地が少なく領海や接続水域も少ないため、これらを含めると15位にも入らない）。世界で最も早く日付が変わる国の一つでもある。

## 国名
正式名称は、Republic of Kiribati。通称、Kiribati。キリバス語での発音は「キリバシ」または「キリバス」のように聞こえる。
日本語の表記はキリバス共和国。通称キリバス。
国名は1788年に欧米人として初めて島を訪れたイギリスの水夫、トマス・ギルバートにちなんで名付けた。キリバス語はg音やl音を欠くため、英語読みの「Gilbert」が転じてキリバスとなった。

## 歴史

### 19世紀以前
先住民は、約2000年前西方からカヌーに乗ってやってきたミクロネシア系の人々であった。最初に来航したヨーロッパ人はスペイン人航海家で、1537年にクリスマス島（現キリティマティ島）を望見した。1777年にはイギリス人のジェイムズ・クックが来島し、19世紀初めからヨーロッパ人による経済活動が始まった。

### イギリス植民地
1892年から、ギルバート諸島は隣のエリス諸島と共にギルバート・エリス諸島としてイギリスの保護領となった。1916年には植民地となった。第二次世界大戦中の1941年に、イギリスの植民地政府を放逐した大日本帝国に占領され、後に一部の島は要塞化された。1943年より、アメリカ軍との間に、ギルバート・マーシャル諸島の戦いといった激しい戦闘が行なわれた。
1957年から1962年に、ライン諸島のマルデン島およびクリスマス島がイギリスとアメリカ両国の核実験場とされた。1971年に自治領となった。
1975年11月、ギルバート・エリス諸島は、ポリネシア系のエリス諸島とギルバート諸島に分離。1977年1月からはギルバート諸島は自治領に移行した。ギルバート諸島のバナバ島は独立してフィジーと連合することを模索したが、リン鉱石の利権料を失うことを恐れたギルバート諸島自治領に反対された。
1978年にエリス諸島はツバルとしてイギリスから独立した。

### 独立
1979年にキリバスが独立した。独立の際、アメリカはほとんど無人のフェニックス諸島および3つの島を除くライン諸島すべての所有権を放棄し、それぞれキリバスの領土となった。
独立当初は領域内を日付変更線が通過し、キリバスの時間体系は島によって日付が異なるという行政上において不便な設定になっていた。このため、1995年1月1日に日付変更線の位置を領域の東端にずらして不便を解消した。また、これによって「世界一早く新しい一日を迎える」国家になった。

### 21世紀
2023年、世界銀行はキリバスを含む太平洋島諸国6カ国について、過剰債務のリスクが高いとの認識を示した。2019年以降、新型コロナウイルス対策で政府支出を拡大したことなどが背景にあり、「公的債務水準の対国内総生産比は総じてなお高くないが、経済地理学と不安定な収入源を踏まえると、過剰債務のリスクが依然として高い」としている。

## 政治

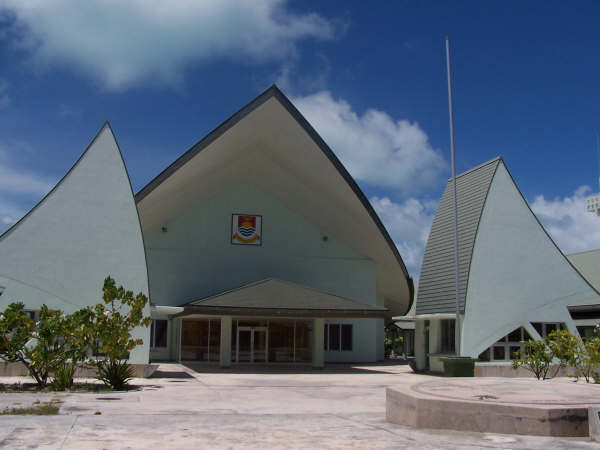
キリバスの議会議事堂

Maneaba ni Maungatabu と呼ばれるキリバスの議会は、4年に一度の選挙で選ばれ、46人（うち直接選出が44人）の議員で構成される。大統領は、元首であると同時に行政府の長でもあり、Beretitentiと呼ばれる。
21の有人の島にはそれぞれ地方議会があり、日々の問題を処理している。
現在、議会に議席を有する主要政党は、与党トブワーン・キリバス党 (TKP) と野党ボウトカーン・キリバス・モア党 (BKM) である。

### 海面上昇問題
海抜の低い環礁が多いために、キリバスは近年の地球温暖化による海面上昇で、国土の半数以上は水没の危機にある。アノテ・トン大統領は、2007年8月に日本の読売新聞のインタビューで、もはやキリバスの水没は免れないと明言、全国民の他国への移住計画を発表した。大統領は、熟練労働者としての移住のため、キリバスでの職業訓練支援を日本、アメリカ合衆国、オーストラリアなどに呼びかけている。
2014年2月11日、フィジー共和国のエペリ・ナイラティカウ大統領が、キリバスの国土が水没した場合にキリバスの全国民をフィジーに移住させる用意があることを公式に表明した。

## 外交
外交面では、1980年から中華人民共和国と国交があった。その後、2003年に中華民国（台湾）と外交関係を開いたが2019年に中華人民共和国と復交。2020年1月には、タネスィ・マアマウ大統領が訪中。二国間関係を深めた。
2022年、キリバスは中国が主催する中国・太平洋島嶼国外相会議に出席する一方、
オーストラリアなどが参加する太平洋諸島フォーラムからの脱退を表明。同年、アメリカ合衆国は影響力を強める中国への対抗措置という意味も含めてキリバスに大使館を設置することを表明した。

## 地理

### 地形
キリバスは、基本的に3つの諸島（ギルバート諸島・ライン諸島・フェニックス諸島）と1つの島（バナバ島）からなっている。

#### 諸島
- ギルバート諸島
フィジー共和国の北およそ1500キロメートルにある16の環礁
- フェニックス諸島
ギルバート諸島の南東およそ1800キロメートルにある8つの環礁・珊瑚島
- ライン諸島
ギルバート諸島の東およそ3300キロメートルにある9つの環礁・島。ライン諸島にある3つの島（パルミラ環礁・キングマン・リーフ・ジャーヴィス島）は、アメリカ合衆国が所有している。
  - キリスィマスィ島（クリスマス島、Christmas Island）は、世界最大の環礁である。また、1995年1月1日に日付変更線をずらして、世界で最も早く日付が変わる島となったカロリン島はミレニアムと新世紀の年越しを目論んで、ミレニアム島と改名された。
- バナバ島
ナウル共和国とギルバート諸島の間にある孤島。バナバは、隆起した珊瑚の島であり、かつてリン鉱石 (phosphate) を豊富に産出したが、現在では枯渇してしまっている。他のキリバスの島は、環礁の砂と岩の小島、または海面のせいぜい2 - 3メートル上まで隆起した珊瑚島である。土地は痩せていてカルシウムを含んでおり、コプラ（椰子の実）栽培以外の大規模農業を行うのは困難である。

### 気候
気候はケッペンの気候区分では熱帯雨林気候に属する。
| タラワの気候                 | タラワの気候 | タラワの気候 | タラワの気候 | タラワの気候 | タラワの気候 | タラワの気候 | タラワの気候 | タラワの気候 | タラワの気候 | タラワの気候 | タラワの気候 | タラワの気候 | タラワの気候  |
| 月                           | 1月          | 2月          | 3月          | 4月          | 5月          | 6月          | 7月          | 8月          | 9月          | 10月         | 11月         | 12月         | 年            |
| ---------------------------- | ------------ | ------------ | ------------ | ------------ | ------------ | ------------ | ------------ | ------------ | ------------ | ------------ | ------------ | ------------ | ------------- |
| 最高気温記録 °C （°F）       | 35.0 (95)    | 33.0 (91.4)  | 35.0 (95)    | 34.5 (94.1)  | 34.5 (94.1)  | 33.5 (92.3)  | 34.5 (94.1)  | 34.5 (94.1)  | 34.5 (94.1)  | 35.0 (95)    | 35.0 (95)    | 35.0 (95)    | 35.0 (95)     |
| 平均最高気温 °C （°F）       | 30.7 (87.3)  | 30.6 (87.1)  | 30.7 (87.3)  | 30.7 (87.3)  | 30.8 (87.4)  | 30.8 (87.4)  | 30.9 (87.6)  | 31.0 (87.8)  | 31.1 (88)    | 31.2 (88.2)  | 31.3 (88.3)  | 30.9 (87.6)  | 30.9 (87.6)   |
| 日平均気温 °C （°F）         | 28.2 (82.8)  | 28.1 (82.6)  | 28.1 (82.6)  | 28.2 (82.8)  | 28.4 (83.1)  | 28.3 (82.9)  | 28.2 (82.8)  | 28.3 (82.9)  | 28.4 (83.1)  | 28.6 (83.5)  | 28.5 (83.3)  | 28.2 (82.8)  | 28.3 (82.9)   |
| 平均最低気温 °C （°F）       | 25.3 (77.5)  | 25.3 (77.5)  | 25.2 (77.4)  | 25.3 (77.5)  | 25.5 (77.9)  | 25.3 (77.5)  | 25.1 (77.2)  | 25.2 (77.4)  | 25.3 (77.5)  | 25.4 (77.7)  | 25.4 (77.7)  | 25.3 (77.5)  | 25.3 (77.5)   |
| 最低気温記録 °C （°F）       | 21.5 (70.7)  | 22.5 (72.5)  | 22.5 (72.5)  | 22.5 (72.5)  | 21.0 (69.8)  | 21.0 (69.8)  | 21.0 (69.8)  | 21.5 (70.7)  | 22.5 (72.5)  | 22.0 (71.6)  | 22.5 (72.5)  | 22.0 (71.6)  | 21.0 (69.8)   |
| 降水量 mm （inch）           | 271 (10.67)  | 218 (8.58)   | 204 (8.03)   | 184 (7.24)   | 158 (6.22)   | 155 (6.1)    | 168 (6.61)   | 138 (5.43)   | 120 (4.72)   | 110 (4.33)   | 115 (4.53)   | 212 (8.35)   | 2,052 (80.79) |
| 平均降水日数 （≥0.3 mm）     | 15           | 12           | 14           | 15           | 15           | 14           | 16           | 18           | 15           | 11           | 10           | 17           | 172           |
| % 湿度                       | 81           | 80           | 81           | 82           | 81           | 81           | 80           | 79           | 77           | 77           | 79           | 81           | 80            |
| 平均月間日照時間             | 220.1        | 192.1        | 207.7        | 201.0        | 229.4        | 219.0        | 229.4        | 257.3        | 243.0        | 260.4        | 240.0        | 189.1        | 2,688.5       |
| 平均日照時間                 | 7.1          | 6.8          | 6.7          | 6.7          | 7.4          | 7.3          | 7.4          | 8.3          | 8.1          | 8.4          | 8.0          | 6.1          | 7.4           |
| 出典：Deutscher Wetterdienst |              |              |              |              |              |              |              |              |              |              |              |              |               |

### 地方行政区分
行政区画では、以下の6地区に区分されている。
- タラワ地区 (Tarawa) - 首都

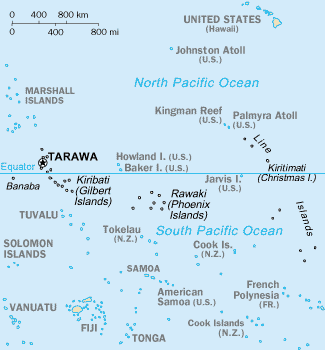
キリバスの地図

- 中央ギルバート地区 (Central Gilberts)
- 北ギルバート地区 (Northern Gilberts)
- 南ギルバート地区 (Southern Gilberts)
上記4地区は、ギルバート諸島にあり、全住民の90 %以上が住んでいる。その内、半分以上がベティオ島を含む南タラワに住む。

- ライン･フェニックス地区 (Line Islands) - ライン諸島とフェニックス諸島。
ライン諸島には3つの島（キリスィマスィ島・タブアエラン島・テライナ島）だけに人が住んでおり、フェニックス諸島ではカントン島に住民がおり、ライン･フェニックス地区を代表している。

- バナバ地区 (Banaba)
バナバの2001年の人口は約200人であるが、フィジー共和国のランビ島に移り住んだ人々を代表するランビ指導者評議会 (Rabi Council of Leaders) がフィジーのランビ島に設立されており、バナバ及びキリバス政府と緊密な関係を保っている。

## 経済

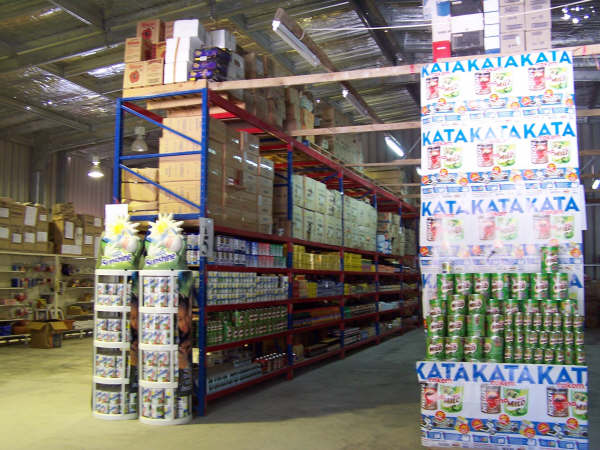
首都タラワのスーパーマーケット

ナウル共和国など周辺のいくつかの国と同様、キリバスはほとんど天然資源を持たない。商業的に成立しうるリン酸塩の鉱床は、1979年の独立とちょうど同時に枯渇してしまった。現在は、コプラ、観賞用魚や海草が生産および輸出の大半を占める。
経済は、近年大きく揺れ動いている。経済発展は、熟練労働者の不足、インフラの未整備、国際市場から遠く離れていることにより、制約を受けている。オセアニアの中でも最も貧しい国であり、一人当たりGDPは約1700ドル。後発開発途上国に指定されている。
イギリス植民地時代にリン鉱石の売り上げの一部を積み立て歳入均等化準備基金 (Revenue Equalisation Reserved Fund) が作られ、現在キリバス国外で運用・投資され国庫の赤字分を補填しており、残高は2005年末時点で6億豪ドル弱を記録した。

### 第一次産業

#### 農業
キリバスの土地利用においては、農地が最大の面積（50.7 %、1994年）を占めている。農業従事者は人口の10 %に相当する9000人である。タロイモ（2000トン）とバナナ（5000トン）よりも、加工して輸出に向けるためのココナッツ（9万6000トン）の生産が盛ん。畜産業ではブタ（1万2000頭）。

#### 水産業
水産業も小規模ではあるが存在する（漁獲高3万1000トン）。また広大な経済海域を持つことから、日本や台湾、中国、大韓民国やオーストラリアなどの外国漁船による入漁収入が政府の総収入の3割を占める重要な収入となっている。

### 第二次産業

#### 工業
最大作物のココナッツを加工し、コプラ（1万2000トン）を生産している。養豚により、食肉加工業も成立している（1000トン）。重工業は存在しない。

### 第三次産業

#### 貿易
2001年の輸出額は729万オーストラリア・ドル、輸入額は7501万オーストラリア・ドルであり、かなり大きな貿易赤字である。輸出品は農産物と食品工業を中心とした農産物であり、輸入品は食糧、機械類、燃料である。
主な輸出品は、コプラ (63.7 %)、魚介類 (20.9 %)、野菜 (7.7 %) である。主な貿易相手国はバングラデシュ（約5割を占める）、アメリカ合衆国、マーシャル諸島、デンマーク、香港。
主な輸入品は、機械 (11 %)、穀物 (10.7 %)、石油製品 (10.2 %)、電気機械 (6.8 %)、肉類 (5.9 %)。主な輸入相手国は、オーストラリア（約4割を占める）、フィジー、日本、アメリカ、中華人民共和国。

#### 観光
観光業は、GDPの5分の1以上を占めている。

### 外国政府支援
特に、日本国・オーストラリア連邦・ニュージーランド王国・中華民国（台湾）からの政府支援が、GDPに対しての大きな補助となっている。その額は、近年ではGDPの25 %から50 %を占めている。
2017年のキリバス金融経済省の発表によると、国家予算の約50 %が海外からの支援によって賄われている。海外で働いている労働者からの送金は、毎年500万ドル以上である。

## メディア

### 放送局
キリバスには国営放送のBPAがあり、インターネットにおいてはTelecom Services Kiribati Limitedというプロバイダが主流である。

### 新聞
新聞は売店などでの販売が主流で、週に一回キリバス語における新聞が発行される。

## 交通

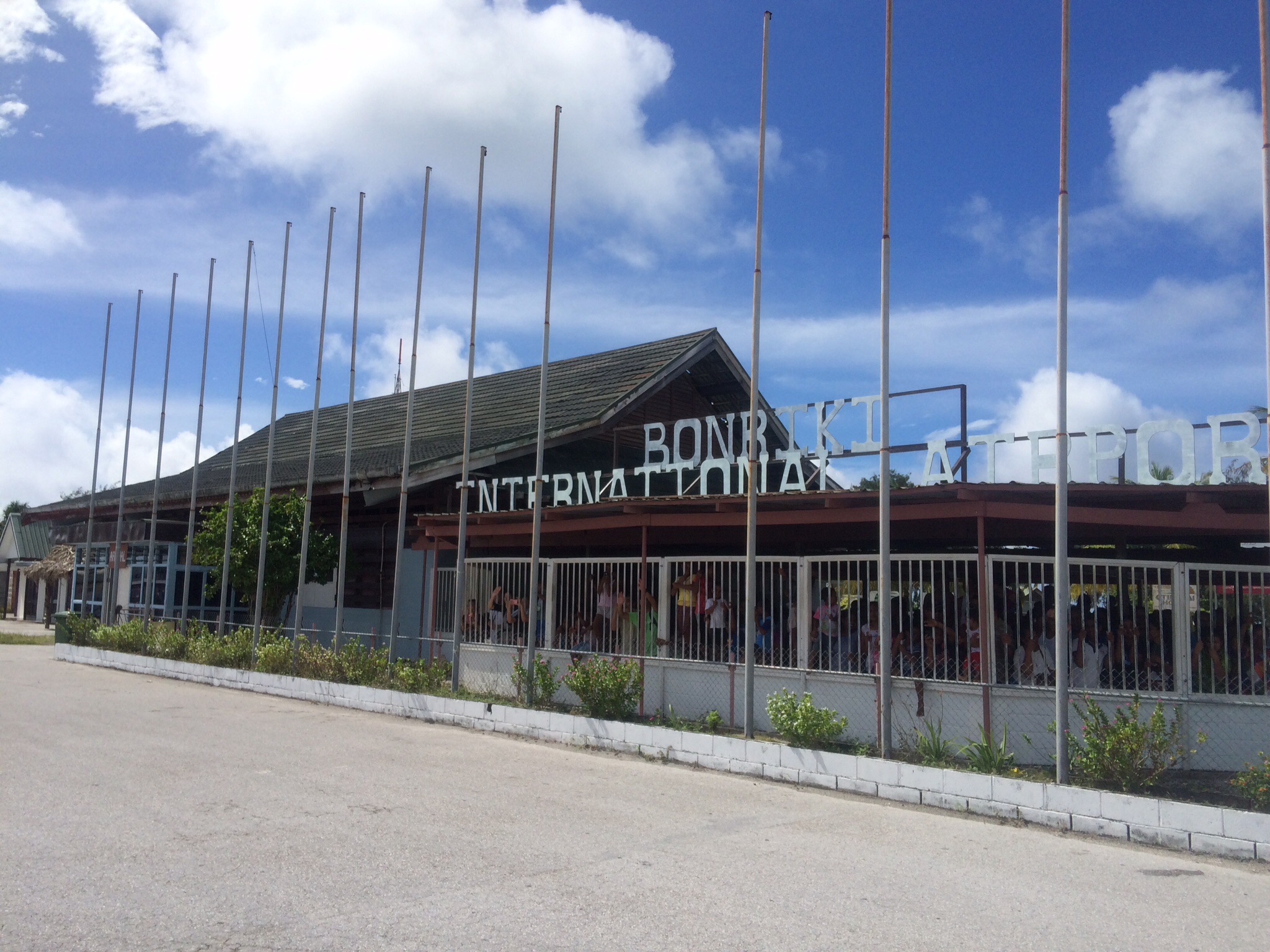
ボンリキ国際空港

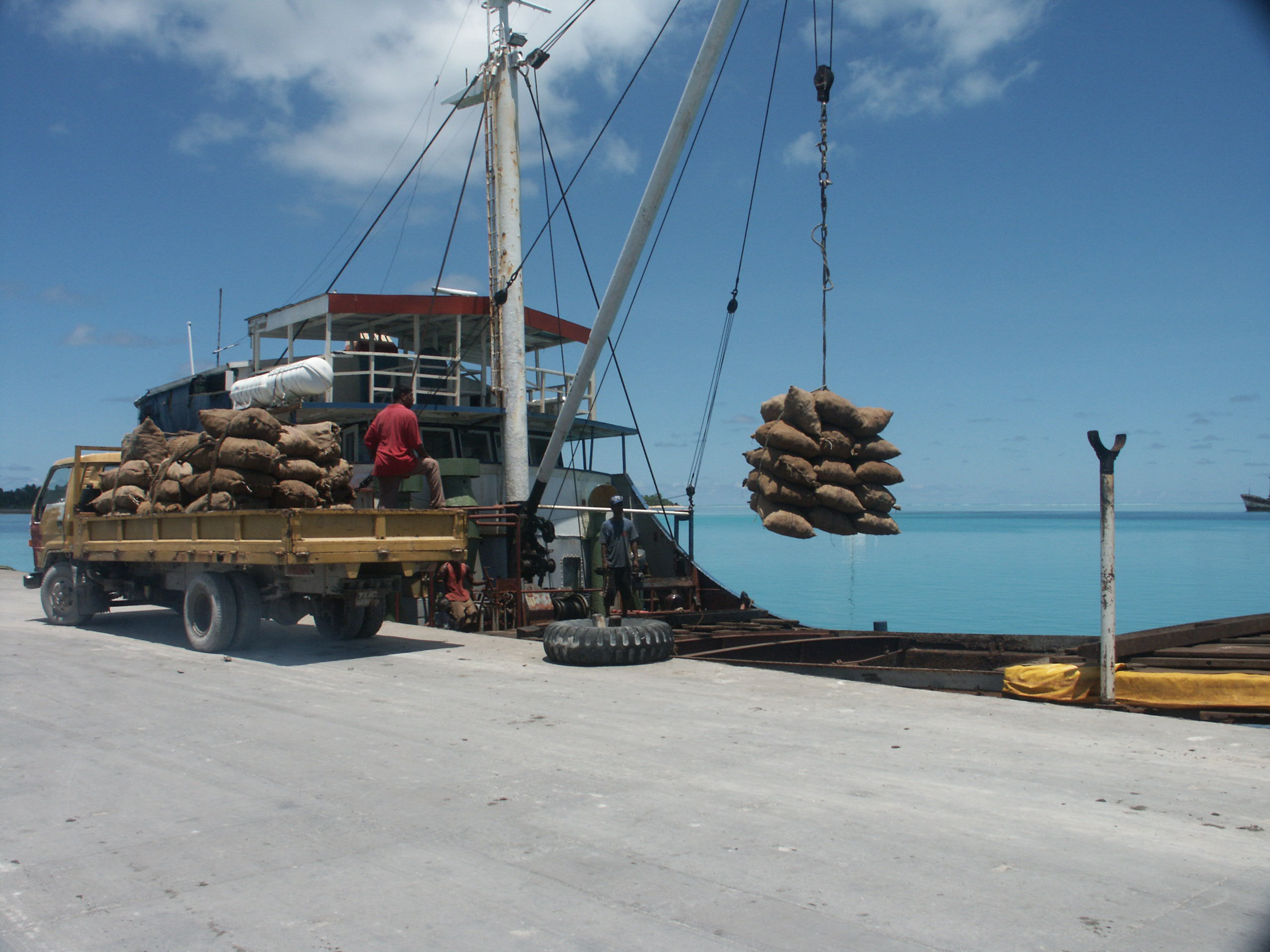
サウス・タラワ最大都市であるベティオの港でコプラの積荷作業

### 空港
タラワにあるボンリキ国際空港にブリスベン、ホニアラ、ナンディ、ナウルとの間の飛行機が飛ぶ。いずれも、週1～2便の運行である。日本から行く場合は直行便が無いため、グアムやブリスベン、フィジーのナンディを経由し、タラワに行く格好になる。空港から中心地バイリキまでは車で1時間である。
また、国内のキリスィマスィ島にカシディー国際空港もあるがタラワとの距離が3000キロメートル以上あり同国内で運航可能な機体がなく、フィジーを経由する国際線で乗り継ぎが最短ルートとなっていたが2018年にエア・キリバチがE190-E2を2機購入契約したことで同機が納入される2019年以降直行便可能な機体を保有することになる。

### 道路
幹線道路の総延長は1996年推計で670キロメートルである。舗装率は不明であるが、2001年時点で首都・南タラワは、27キロメートルの舗装路が整備されている。

### 港湾
ライン諸島に小さな運河が5キロメートルある。主要港湾はバナバ、ベティオ (Betio)、イングリッシュ・ハーバー（タブアエラン島）、カントンの4つで、キリバス船籍の大型商船は1隻在籍する（2002年現在）。この商船は客船兼貨物船で、無積載で1295トンある。
主な港湾
- ベティオ港
- バナバ港
- イングリッシュ港
- カントン港

## 国民

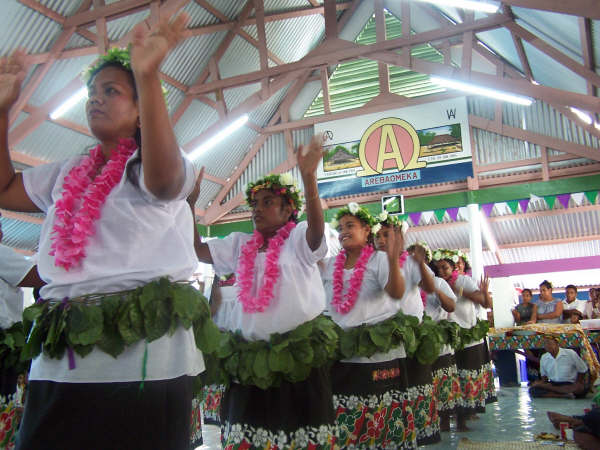
観光客を出迎える人々（ボンリキ国際空港）

住民は、98.9%（1990年）がミクロネシア人で、他には少数のポリネシア人やヨーロッパ系人種、韓国系などの混成者もいる。
言語は、キリバス語と英語が公用語である。英語よりはキリバス語の方が広く話されている。
キリスト教が主要な宗教だが、固有の宗教の習慣などが混ざったものになっている。

## 文化

### スポーツ
キリバス国内ではサッカーが最も人気のスポーツとなっており、キリバスサッカー連盟によってサッカーキリバス代表が組織されている。これまでFIFAワールドカップやOFCネイションズカップには未出場である。

### 祝祭日
| 日付              | 日本語表記           | 現地語表記       | 備考 |
| ----------------- | -------------------- | ---------------- | ---- |
| 1月1日            | 元日                 | New Year Day     |      |
| イースター 2日前  | 聖金曜日             | Good Friday      |      |
| イースター 翌日   | イースター・マンデー | Easter Monday    |      |
| 4月18日           | 健康の日             | Health Day       |      |
| 7月12日 - 7月14日 | 独立記念日           | Independence Day |      |
| 8月7日            | 青年の日             | Youth Day        |      |
| 12月25日          | クリスマス           | Christmas        |      |
| 12月26日          | ボクシング・デー     | Boxing Day       |      |

## テレビ番組
- 日経スペシャル ガイアの夜明け 島が沈む! 〜海に命をかける男たち〜（2002年9月15日、テレビ東京）[13]。